# 轆轤首
轆轤首或稱飛頭蠻，為長頸妖怪的一種，在日本的江戶時代流傳甚廣，通常以女性的形象出現，特徵是脖子可以伸縮自如。與長頸妖怪相關的記載有干寶的《搜神記》，這本書是中國晉代著名的奇譚異聞錄，其中提到南方的「落頭氏」一族，是這種妖怪的原型，又名「飛頭蠻」（ひとうばん），此特徵與轆轤首並不相同，轆轤首的脖子會突然伸長，但不是像飛頭蠻那樣，整顆頭從脖子的部位與身體徹底分離。

## 語源
關於轆轤首（日文：ろくろくび）的名稱由來可能是：
- 可能是转动陶轮制作陶器的時所發出咯庫咯庫...之類的的聲響。
- 因牠的长颈似一種名爲井螂（或稱轆轤，取自諧音其ろくろ）的能夠拉起重物的滑輪。
- 取自傘柄開關（傘のろくろ）；因儅撐起傘時，從外觀上伞柄（如同牠的脖子）似乎变长。
- 與井邊打水時控制汲水吊桶的轆轤把，性質上頗為相似，故稱之為「轆轤首」。

## 轆轤首的種類

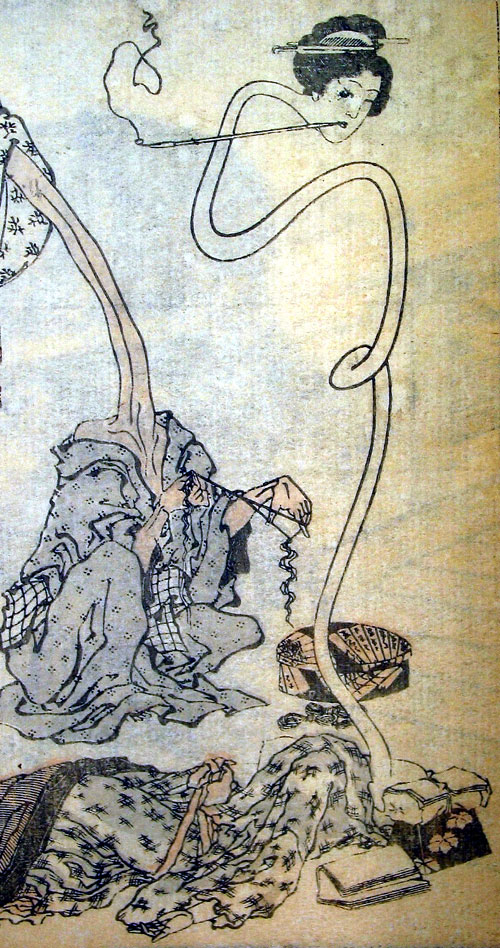
轆轤首（葛飾北齋 繪）

長頸妖怪依據精神的自主性，大致區分為兩種，一種可以隨自己的意念遊走，自由飛翔的長頸妖怪；另一種則是無法控制自己會飄到何處，在無意識狀態下浮遊的長頸妖怪。
可以隨自己的意念遊走的長頸妖怪，會潛入民宅將正在睡眠中的人勒斃，然後用尖銳的牙齒將對方啃蝕殆盡，甚至好幾隻聚在一起集體行動。由於長頸妖怪的頭部和身體經常分離，在脖子的地方，有纏繞著紅絲線的習慣，所以地方上有個不成文的禁忌「看到脖子纏紅線的女人千萬不能娶」，究其原因應該是害怕娶進門的老婆很可能是長頸妖怪的化身。
有些人並不知道自己就是長頸妖怪，所以是在無意識的狀態下受到某種外力驅使，儘管白天看起來同一般人沒什麼兩樣，一旦入夜之後，等到眾人進入了夢鄉，才會顯出妖怪的真面目。首先是脖子突然伸長，接著頭部從脖子的部位和身體徹底分離，這時候頭部和身體會重新結合在一起，醒來後就像正常人一樣行動。本人往往不記得妖怪形態時看到了什麼，或做過了什麼事。

## 參看
- 飛頭
- 飞头蛮
- 民俗學
- 维丝（日语：レイス (幽霊)）-因魔法师在灵魂出窍失败，肉体和灵魂分离后，变化产生的不死生物。[1]
- 日本妖怪列表
- 搜神记
- 迷青瑣倩女離魂

## 相关登场作品
- 仁王
- 鬼太郎
- 哆啦A梦
- 靈異教師神眉
- 妖怪大战争
- 地狱老师
- 狐魅家族日記簿
- 天保異聞 妖奇士
- 鬼燈的冷徹
- 忍者戰隊隱連者
- 侍戰隊真劍者
- 東方輝針城 ～ Double Dealing Character.
- 百日紅
- 潮與虎
- 我的姐姐是恋妖怪
- Re:從零開始的異世界生活
- 火影忍者
- 天舞法少女
- 神奇寶貝
- 口袋精靈
- 口袋怪物
- 滑頭鬼之孫
- 妖怪合租
- 假面骑士響鬼
- 妖怪少女
- 飞头魔女
- ONE PIECE-百獸海賊團
- 妖怪手錶